# Nuoto ai Giochi della XXVII Olimpiade - 200 metri dorso femminili
Si sono svolte 5 batterie di qualificazione. Le prime 16 atlete si sono qualificate per le semifinali.

## Batterie
21 settembre 2000

### 1ª batteria
| Posizione | Atleta                     | Paese         | Tempo   |
| --------- | -------------------------- | ------------- | ------- |
| 1         | Marica Strazmester         | Jugoslavia    | 2:22.59 |
| 2         | Kolbrun Yr Kristjansdottir | Islanda       | 2:24.33 |
| 3         | Chia-Hsien Kuan            | Taipei cinese | 2:24.61 |
| 4         | Petra Banovic              | Croazia       | 2:25.42 |

### 2ª batteria
| Posizione | Atleta                   | Paese      | Tempo   |
| --------- | ------------------------ | ---------- | ------- |
| 1         | Nadiya Beshevli          | Ucraina    | 2:15.86 |
| 2         | Anu Koivisto             | Finlandia  | 2:16.23 |
| 3         | Aikaterini Bliamou       | Grecia     | 2:18.07 |
| 4         | Ana Maria Gonzalez       | Cuba       | 2:19.35 |
| 5         | Jana Korbasová           | Slovacchia | 2:19.37 |
| 6         | Annamaria Kiss           | Ungheria   | 2:20.40 |
| 7         | Derya Erke               | Turchia    | 2:21.28 |
| 8         | Chonlathorn Vorathamrong | Thailandia | 2:21.59 |

### 3ª batteria
| Posizione | Atleta             | Paese         | Tempo   |
| --------- | ------------------ | ------------- | ------- |
| 1         | Diana Mocanu       | Romania       | 2:09.21 |
| 2         | Tomoko Hagiwara    | Giappone      | 2:12.15 |
| 3         | Cathleen Rund      | Germania      | 2:13.87 |
| 4         | Kelly Stefanyshyn  | Canada        | 2:14.28 |
| 4         | Clementine Stoney  | Australia     | 2:14.61 |
| 6         | Ivette María       | Spagna        | 2:14.78 |
| 7         | Charlène Wittstock | Sudafrica     | 2:15.10 |
| 8         | Choi Soo-Min       | Corea del Sud | 2:26.42 |

### 4ª batteria
| Posizione | Atleta           | Paese         | Tempo   |
| --------- | ---------------- | ------------- | ------- |
| 1         | Miki Nakao       | Giappone      | 2:11.69 |
| 2         | Lindsay Benko    | Stati Uniti   | 2:12.72 |
| 3         | Joanna Fargus    | Regno Unito   | 2:12.99 |
| 4         | Helen Don-Duncan | Regno Unito   | 2:14.18 |
| 5         | Zhan Shu         | Cina          | 2:15.97 |
| 6         | Irina Raevskaya  | Russia        | 2:16.13 |
| 7         | Helen Norfolk    | Nuova Zelanda | 2:16.22 |
| 8         | Dyana Calub      | Australia     | 2:17.05 |

### 5ª batteria
| Posizione | Atleta             | Paese       | Tempo       |
| --------- | ------------------ | ----------- | ----------- |
| 1         | Roxana Maracineanu | Francia     | 2:11.01     |
| 2         | Nina Živanevskaja  | Spagna      | 2:11.60     |
| 3         | Antje Buschschulte | Germania    | 2:13.42     |
| 4         | Amanda Adkins      | Stati Uniti | 2:13.54     |
| 5         | Louise Ornstedt    | Danimarca   | 2:13.61     |
| 6         | Yseult Gervy       | Belgio      | 2:16.67     |
| 7         | Aleksandra Miciul  | Polonia     | 2:16.71     |
| -         | Yulia Fomenko      | Russia      | Non partita |

## Semifinali
21 settembre 2000

### 1° semifinale
| Posizione | Atleta             | Paese       | Tempo   |
| --------- | ------------------ | ----------- | ------- |
| 1         | Roxana Maracineanu | Francia     | 2:11.93 |
| 2         | Miki Nakao         | Giappone    | 2:12.49 |
| 3         | Antje Buschschulte | Germania    | 2:12.64 |
| 4         | Lindsay Benko      | Stati Uniti | 2:13.73 |
| 5         | Louise Ornstedt    | Danimarca   | 2:14.24 |
| 6         | Clementine Stoney  | Australia   | 2:14.25 |
| 7         | Charlène Wittstock | Sudafrica   | 2:14.95 |
| 8         | Helen Don-Duncan   | Regno Unito | 2:14.97 |

### 2° Semifinale
| Posizione | Atleta            | Paese       | Tempo   |
| --------- | ----------------- | ----------- | ------- |
| 1         | Diana Mocanu      | Romania     | 2:09.64 |
| 2         | Tomoko Hagiwara   | Giappone    | 2:11.02 |
| 3         | Nina Živanevskaja | Spagna      | 2:11.93 |
| 4         | Amanda Adkins     | Stati Uniti | 2:13.97 |
| 5         | Kelly Stefanyshyn | Canada      | 2:13.39 |
| 6         | Joanna Fargus     | Regno Unito | 2:13.57 |
| 7         | Cathleen Rund     | Germania    | 2:13.85 |
| 8         | Ivette Maria      | Spagna      | 2:15.11 |

## Finale
22 settembre 2000
| Posizione | Atleta             | Paese       | Tempo   |
| --------- | ------------------ | ----------- | ------- |
|           | Diana Mocanu       | Romania     | 2:08.16 |
|           | Roxana Maracineanu | Francia     | 2:10.25 |
|           | Miki Nakao         | Giappone    | 2:11.05 |
| 4         | Tomoko Hagiwara    | Giappone    | 2:11.21 |
| 5         | Amanda Adkins      | Stati Uniti | 2:12.35 |
| 6         | Nina Živanevskaja  | Spagna      | 2:12.75 |
| 7         | Antje Buschschulte | Germania    | 2:13.31 |
| 8         | Kelly Stefanyshyn  | Canada      | 2:14.57 |